# Rusty Rivets
Rusty Rivets (en inglés significa: "remaches oxidados") es una serie de televisión animada canadiense-estadounidense en CGI producida por Arc Productions y Spin Master para Nickelodeon. Inspirado por elementos de la cultura creadora, sigue las aventuras de un niño inventor de 10 años llamado Rusty, su amiga Ruby y su equipo de robots personalizados que viven en la ciudad de Sparkton Hills. Al finalizar sus inventos, Rusty dice "¡Modificado, adaptado, rustificado!".
La serie estrenó en los Estados Unidos el 8 de noviembre de 2016 por Nickelodeon y Nick Jr.. En América Latina, la serie estrenó por Nickelodeon y Nick Jr. el 13 de marzo de 2017.

## Argumento de la serie
La serie trata sobre un niño llamado Rusty Rivets que usa su conocimiento de ingeniería para reutilizar piezas de máquinas y crear aparatos. Él vive en la ciudad de Sparkton Hills, junto con su amiga Ruby Ramírez, un tiranosaurio robótico llamado Botasaurio, y un grupo de robots más pequeños conocidos como los Bits. El programa destaca una variedad de conceptos relacionados con la ciencia y la tecnología básicas.

## Personajes

### Humanos
- Rusty Rivets: es un niño de 10 años que trabaja como un inventor, ingeniero y mecánico, usando las piezas de repuesto para crear sus propias cosas inventadas por él mismo. Él tiene su propio laboratorio móvil, basado en un patio de reciclaje.
- Ruby Ramírez: es una niña de 10 años que es la mejor amiga de Rusty que lo ayuda en las misiones. Su trabajo es llamar a los Bits en acción cuando surge un problema. Ella siempre lleva una tableta con cada ícono de los robots y lleva un cintillo rojo con corazones blancos y una corbata de moño.
- Frankie Fritz: es el antagonista principal, introducido en la segunda temporada. Él es el rival, archienemigo y vecino de Rusty y Ruby, aprovechando todas las oportunidades que pueda tratar de eclipsar a ellos y ser el mejor ingeniero en la ciudad, incluso recurriendo a la trampa para lograrlo.
- Liam McCloud: es un niño rubio de 7 años que es el amigo de Rusty y Ruby. Él a veces necesita ayuda.
- Emily: es una niña de 7 años introducida en la segunda temporada que es la amiga de Liam.
- Oficial Carl (en inglés Officer Carl): es el patrullero de la ciudad, él es algo cobarde.
- Guardia Anna (en inglés Ranger Anna): es una entusiasta pelirroja de los animales a cargo de los Scouts de Sparkton Hills de los que forman parte Rusty y Ruby.
- Sammy Scoops: es un heladero que vende helados a las personas.
- Sr. Higgins (en inglés Mr. Higgins): es el primer inventor en la ciudad, que vino antes de Rusty y se inspiró en él.
- Chef Betty: es una mujer de cabello negro que sabe cocinar.
- Sra. Rivets (en inglés Mrs. Rivets): es la madre de Rusty.

### Los Bits y otros robots
- Jack: es un robot azul en forma de cubo que tiene los brazos como un montacargas y los usa para levantar y transportar objetos.
- Bytes: es el perro mecánico de Rusty que se ve con mayor frecuencia en el patio. Él nunca fue llamado para una misión.
- Ray: es un robot rojo con un ojo que lo usa como una linterna para encender o apagar la luz.
- Whirly: es la más pequeña de los Bits que es de color rosa, puede volar, usa su garra como una mano improvisada y tiene un par de alas y una hélice en su cabeza que es como la de un helicóptero.
- Crush: es una abrazadera de metal naranja con plateado. Él puede comprimir cualquier objeto con su boca en forma de pinza, y también sostiene cualquier cosa con un agarre irrompible.
- Frankford: es el zorrillo robótico de Frankie, mejor amigo y contraparte de Bytes, y ayuda a Frankie en sus intentos de sacar a Rusty de la acción.
- Robo-Ardilla (en inglés Robo-Squirrel): es la ardilla robótica de Rusty que puede destruir cosas sacando tuercas.
- Botasaurio (en inglés Botasaur): es el dinosaurio verde que es el miembro más grande en el equipo de Rusty, su modelo es un tiranosaurio rex.
- Botarila (en inglés Botarilla): es el gorila robótico de Rusty, que puede trepar árboles y balancearse en las lianas.
- BotaTigra (en inglés TigerBot): es el tigre robótico de Rusty, que puede trepar con sus garras.
- ElefanteBot (en inglés ElephantBot): es el elefante robótico de Rusty que puede rociar agua con su trompa.

## Reparto y voces de los personajes[1]

### Original
- Rusty Rivets: Kyle Harrison Breitkopf
- Ruby Ramirez: Ava Preston
- Liam: Samuel Faraci
- Whirly: Julie Lemieux
- Crush: Julie Lemieux
- Ray: Robert Tinkler
- Jack: Ron Pardo
- Bota-saurio: Robert Tinkler
- Bota-rila: Andrew Jackson
- Bota-tigre: Nicki Burke
- Bytes: Robert Tinkler
- Frankie Fritz: Jacob Skiba
- ElefanteBot: Scott Jackson
- Guardiana Anna: Helen King
- Sr. Higgins: James Rankin
- Oficial Carl: Jonathan Potts
- Chef Betty: Novie Edwards
- Madre de Rusty Rivets: Bryn McAuley

### Hispanoamérica
- Rusty Rivets: Mariangny Álvarez
- Ruby Ramírez: Gabriela Belén
- Liam: Sofía Narváez
- Whirly: Lileana Chacón
- Crush: Nicolás Daza
- Ray: Sixnalie Villalba
- Jack: David Silva
- Bota-saurio: Walter Albornoz
- Bytes: Lileana Chacón
- Oficial Carl: Walter Claro
- Guardiana Anna: Marisol Durán
- Chef Betty: Kelly Viloria
- Sr. Higgins: Héctor Isturde

### España
Por anunciarse

## Episodios

### Temporada 1 (2016-17)
| No. en la serie | No. en la temporada | Título en inglés            | Título en español (América Latina)      | Sinopsis |
| --------------- | ------------------- | --------------------------- | --------------------------------------- | --- |
| 1               | 1a                  | Rusty's Rex Rescue          | El Rescate de Rex                       | Cuando Liam queda atrapado en un montón de cosas viejas con su dinosaurio de peluche, Rusty planea un rescate jurásico.                                            |
| 2               | 1b                  | Rusty's Park n' Fly         | Volando en el Parque                    | Cuando el avión de control remoto del Sr. Higgins no quiere aterrizar, Rusty planea hacer su avión para salvarlo.                                                  |
| 3               | 2a                  | Rusty's Ski Trip Blip       | Un Viaje Accidentado                    | El viaje de esquí de Rusty y los chicos es dificultado por una enorme pila de rocas camino a la montaña.                                                           |
| 4               | 2b                  | Rusty and the Camp Bandit   | Rusty y el Ladrón del Campamento        | Rusty y Ruby ganan sus insignias de campamento rescatando a una zarigüeya atrapada.                                                                                |
| 5               | 3a                  | Rusty's Penguin Problem     | Operación Pingüino                      | Rusty y la pandilla deben llevar a unos pingüinos al parque natural en el día más caluroso del año.                                                                |
| 6               | 3b                  | Rusty's Sand Castle Hassle  | El Castillo de Arena                    | Cuando Liam entra a un concurso de construir castillos de arena y pierde su elaborado plan que incluye a una gaviota ladrona.                                      |
| 7               | 4a                  | Rusty/Ruby Rocks            | Ruby y los Rockstars                    | Con la ayuda de Rusty y los Bits, Ruby se presenta en el Concurso de Talento de Sprocketville.                                                                     |
| 8               | 4b                  | Rusty's Balloon Blast       | El Rompeglobos                          | Cuando Liam lanza por accidente un globo de helio gigante con él en la cesta debajo.                                                                               |
| 9               | 5a                  | Rusty Dives In              | El Descuido de Rusty                    | Cuando la tableta de Ruby termina en el fondo del lago, Rusty se sumerge para salvar el día.                                                                       |
| 10              | 5b                  | Rusty's Big Top Trouble     | Un Problema Mecánico                    | El circo viene, pero cuando falla el motor en el tren, Rusty debe pensar como reencarrilarlo para la noche de estreno.                                             |
| 11              | 6a                  | Rusty Marks the Spot        | Las Pistas del Mapa                     | Cuando Rusty encuentra un viejo mapa pirata, él y la pandilla excavan mucho más que un tesoro.                                                                     |
| 12              | 6b                  | Rusty's Bits on the Fritz   | Bits Fuera de Control                   | Cuando los Bits vagan dentro del replicador de partes de Rusty, la pandilla termina con más Bits de los que esperaban.                                             |
| 13              | 7a                  | Rusty Digs In               | La Medalla Perdida                      | Cuando se pierde la llave de la ciudad, todos asumen que Botasaurio la enterró. Pero pronto descubren la verdad.                                                   |
| 14              | 7b                  | Rusty's Brave Cave Save     | El Rescate en la Cueva                  | Cuando Sammy queda atrapado en una cueva que está explorando, Rusty salva el día con una gran idea.                                                                |
| 15              | 8a                  | Rusty Goes Bananas          | Bananas en Acción                       | Cuando los traviesos monos escapan de su recinto en el parque, Rusty debe hacer que vuelvan.                                                                       |
| 16              | 8b                  | Rusty's Night Lights        | Problema de Luces                       | La luz del pueblo se apaga después de que Rusty lleva a Crush a un divertido vuelo nocturno.                                                                       |
| 17              | 9a                  | Rusty's Bit in the Woods    | El Bit Perdido                          | Cuando Crush se aleja y se pierde, Rusty inventa un avión nocturno para buscarlo en la oscuridad.                                                                  |
| 18              | 9b                  | Rusty's Stuffy Toughy       | El Resbaloso Sr. Copito                 | Cuando Liam pierde su muñeco por la ventana del tren, Rusty sale en una misión de búsqueda usando un traje mecánico de araña.                                      |
| 19              | 10a                 | Rusty's Nest Friend Forever | Los Amigos de Nido de Rusty por Siempre | Al ver que un ave raro construye su nido sobre un peligroso sitio y no pueden lograr su seguridad, Rusty y su pandilla reconstruyen su hogar.                      |
| 20              | 10b                 | Rusty's Flingbot            | El Lanzabot de Rusty                    | Rusty y Ruby crean un lanzador de cupcakes que se sale de control.                                                                                                 |
| 21              | 11a                 | Rusty's Space Bit           | Los Bits Espaciales de Rusty            | En el depósito de chatarra, los Bits encuentran un satélite estrellado así que Rusty tendrá que encontrar la manera de regresarlo de vuelta a casa en el espacio.  |
| 22              | 11b                 | Rusty and the Sneezing Fish | Rusty y el Pez que Estornuda            | Rusty y sus amigos deben mover un pequeño pez enfermo a la reserva natural.                                                                                        |
| 23              | 12a                 | Rusty's Water Works         | Los Juegos de Agua de Rusty             | El Sr. Higgins llena una pelota de playa con agua en vez de aire toda la pandilla debe llevarla al lago antes de que ésta inunda la ciudad.                        |
| 24              | 12b                 | Rusty's Rubbish Race        | La Carrera de Basura de Rusty           | Rusty y Ruby se quedan varados en una isla cuando compiten. |
| 25              | 13a                 | Rusty in Liam Land          | Rusty en Liam Landia                    | Liam desea visitar el parque pero los obstáculos en el camino les impiden llegar a él a tiempo, por lo que Rusty crea un parque temático solo para él.             |
| 26              | 13b                 | Rusty the Vacuum Kid        | Rusty el Chico Aspiradora               | Rusty construye una máquina para limpiar el desastre de Liam. |
| 27              | 14a                 | Rusty and Captain Scoops    | Rusty y el Capitán Scoops               | Rusty y Ruby convierten a Sammy Scoops en Capitán Scoops. |
| 28              | 14b                 | Rusty's Creature Catcher    | El Atrapa Criaturas de Rusty            | Los chicos encuentran el valor para iniciar la búsqueda de una misteriosa criatura mítica, solo para descubrir que es alguien mucho más cercano de lo que creen.   |
| 29              | 15a                 | Rusty Learns to Skate       | Rusty Aprende a Patinar                 | Rusty construye unos patines de cohete en vez de aprender a patinar pero éstos terminan cortando el hielo y trenzando a todos sus amigos en los témpanos de hielo. |
| 30              | 15b                 | Rusty's Rustic Adventure    | Las Aventuras Rústicas de Rusty         | Cuando Ralph, el dinosaurio de juguete de Liam, se extravía en el bosque, Rusty y Ruby lo ayudan a encontrarlo.                                                    |